# Ostnäs
Ostnäs este o arie protejată (arie specială de conservare — SAC, sit de importanță comunitară — SCI) din Suedia întinsă pe o suprafață de 857,7 ha, integral pe uscat.

## Localizare
Centrul sitului Ostnäs este situat la coordonatele 63°47′51″N 20°40′51″E / 63.7975°N 20.6809°E.

## Înființare
Situl Ostnäs a fost declarat sit de importanță comunitară în decembrie 1998 pentru a proteja un număr necunoscut de specii din flora spontană și fauna sălbatică aflate în arealul zonei. Situl a fost protejat și ca arie specială de conservare în martie 2011.

## Biodiversitate
Situată în ecoregiunile boreală și marină baltică, aria protejată conține 14 habitate naturale: Lacuri și iazuri distrofice naturale, Mlaștini împădurite, Recifuri, Vegetație anuală la limita mareei, Mlaștini turboase de tranziție și turbării mișcătoare, Păduri naturale în etape succesive primare ale suprafețelor emergente de coastă, Pășuni de coastă din Baltica boreală, Terase mlăștinoase și terase nisipoase neacoperite de apă la reflux, Vegetație perenă pe țărmurile stâncoase, Păduri caducifoliate de mlaștină fino-scandinave, Golfuri mici largi și golfuri puțin adânci, Insulițe și insule mici din Baltica boreală, Taiga vestică, Lagune de coastă.
La baza desemnării sitului se află un număr nedeclarat de specii protejate.